# Systella sarawakensis
Systella sarawakensis är en insektsart som beskrevs av Willemse, C. 1930. Systella sarawakensis ingår i släktet Systella och familjen Trigonopterygidae. Inga underarter finns listade i Catalogue of Life.